# Los Palmeras
Los Palmeras son un grupo argentino de cumbia santafesina, originario de la ciudad de Santa Fe. Con más de cinco décadas de trayectoria, su éxito comenzó a finales de la década de los 70 y comienzo de los años 1980.
A lo largo de su carrera fueron de renombre en la cultura musical de Argentina por éxitos como «El Bombón Asesino», «Olvídala», «Soy Sabalero», «Doble Vida», «Títere», entre otras tantas canciones. En 1999 y 2000 ganaron el Premio Clave del Sol como Mejor Grupo del Interior del País. En 2008 ganaron el Premio Gardel al Álbum Grupo Tropical.En 2015 fueron condecorados con el Premio Konex de Platino al género Tropical/Cuarteto y en 2017 volvieron a ganar los Premios Gardel por el mejor Álbum Grupo Tropical.

## Historia

### Inicios
En año 1972 se reunieron seis músicos en la ciudad de Santa Fe Capital, Argentina, para formar este conjunto de música tropical. Estos seis músicos fueron: Osvaldo Zabala (acordeón y coros), Czeslav Popowicz (un italiano, de padres polacos, en la voz y guacharaca), Adolfo Pérez, alias chanchina (bajo y coros), Tito Acosta (timbales y percusión), Oscar Ramírez, alias cachito (congas) y -- (guitarra).
Quien sería su vocalista usaba hasta ese momento, en otro grupo, el seudónimo de "Yuli Palmeras", por lo que decidieron llamarse Sexteto Palmeras. El 9 de diciembre de ese año se une al grupo Marcos Máximo Camino, en reemplazo de Osvaldo Zabala, para ejecutar el acordeón a piano; al cabo de un tiempo se hizo cargo también de la dirección general. La gente comenzó a llamarlos "Los Palmeras", y así tomaron ese nuevo nombre.
Hacia fines de 1975, se retiraron Tito Acosta y Adolfo Pérez (tras un breve paso de Osvaldo Raggio como bajista), a quienes reemplazaron Gilberto Donnet y Oscar "Patita" Gómez, respectivamente. Posteriormente ingresó Carlos Zalazar en lugar de Ramírez. Al grabar su primer LP, modificaron su nombre a Los Palmeras. Sus dos primeros discos, Los Palmeras y Te regalaré mi vida, fueron editados por el sello MRG.
En 1978 Popowicz es despedido del grupo y su lugar lo ocupó Rubén "Cacho" Deicas. Ese mismo año grabaron Morenita cumbiambera, el primer disco con la voz de Deicas. El cuarto disco fue Basta de orgullo, también publicado ese año.

### Década de 1980: Incursión en la cumbia Argentina
Recibieron su primer disco de oro por Cumbia y luna en 1983. Luego lo ganaron nuevamente con los discos de 1986 Fiesta en la selva, Por siempre y Corazón no me preguntes. Este último incluyó su primer gran éxito, "La suavecita", que permitió que la cumbia santafesina trascendiera los límites provinciales y comenzara a insertarse lentamente en ciertas zonas de la ciudad de Buenos Aires y en sus alrededores así como en el resto de la Argentina. 
En 1988 editaron el álbum Loquito por ti, que incluye el tema "Evocación y soledad", compuesto por Rodolfo Garavagno, de quien también grabaron "Atracción fatal" en 2014.

### Década de 1990: Reconocimiento y éxito nacional
En 1993 ganaron un disco de oro por "Ayer, hoy y siempre" y otro por "Tropibaile santafesino" y, en 1997, por Un toque diferente. "El sonido original" en 1998, disco de oro y platino con "Voló la paloma" en 1999, "Irreemplazables" en el año 2000 y de ahí en más todos los años siguientes grabaron un trabajo discográfico por año y todos ganaron disco de oro.
Los integrantes del grupo son hinchas del Club Atlético Colón y han realizado canciones sobre el club, entre ellas "El Bichi gol", que hace referencia Esteban Fuertes, goleador histórico del club.
En 1997, firman contrato con el sello Leader Music, donde editan 6 álbumes, compuestos en su mayoría por covers de artistas mexicanos y colombianos, para poder competir con los grupos de Buenos Aires, que se dedicaban en su mayoría a eso, y con el grupo del momento "Tambo Tambo" quien tenía un estilo similar. Gracias a dichos álbumes comenzaron a tener distribución nacional, y lograron insertarse el mercado de Buenos Aires, haciéndose populares en las bailantas de la zona sur del conurbano bonaerense, debido a que la cumbia santafesina es muy popular en dicha zona. Así como presentaciones en programas de televisión dedicados al género, como A Todo Ritmo Musical del canal América 2, y Pasión Tropical de Azul Television. Su primer álbum Un toque diferente, incluyó los temas de autoría propia "El Parrandero", "Diferencias" y "Víbora" y los covers del grupo mexicano Los Vallenatos de la Cumbia, "Mi Cumbia Eres Tu" y "Llévame Contigo". 
En 1998 graban el álbum El Sonido Original, donde se encuentra el exitoso tema "Cumbia Sobre El Mar", cover del Cuarteto Imperial, que se encuentra vigente al día de hoy. Un año después, en 1999, graban el álbum Voló La Paloma, donde se destaca el tema homónimo que logró popularidad en la zona sur de la provincia de Buenos Aires y "Olvídala", un vallenato, cover del grupo colombiano Binomio De Oro grabado a dúo con Onda Sabanera. Dicho tema se encuentra vigente al día de hoy y cuenta con un videoclip.

### Década de 2000: Popularidad máxima y consagración
En 2000 realizan un dueto con el ex-vocalista de Los Charros donde graban "Un Amor Entre Dos" cover de Los Guardianes Del Amor. En el año 2002 realizan un dueto con la cantante de folklore Soledad Pastorutti, el tema "Luna, Lunera".
En 2002, fueron declarados Ciudadanos Ilustres por el Concejo Deliberante de la ciudad de Santa Fe, debido a su trayectoria e importancia en el ámbito musical. En 2003 se involucraron en la política nacional cuando cantaron una versión de su famoso tema "Soy Parrandero" en homenaje al entonces candidato a las elecciones nacionales, Carlos Menem. La adaptación de la canción a "Soy menemista" se convirtió en uno de los buques insignia de la campaña de Carlos, que abandonó las elecciones antes del balotaje. En el mismo año firman contrato por 10 años para la disquera SFR de la provincia de santa fe, que se dedica a la distribución exclusiva de cumbia santafesina, ahí graban el álbum Así Es La Vida, del que se desprenden el tema homónimo, cover del grupo Quimika, "Soy Un Titere" cover de Los Iracundos adaptado al ritmo de cumbia, "Esa Pareja", cover del grupo colombiano Afrosound y el tema de autoría propia "La Inundación", este álbum logró popularidad en la provincia de Santa Fe, pero lo que los catapulto a un éxito que nunca habían obtenido sucedió con la siguiente placa.  
A fines del 2004 grabaron el álbum "Un Sentimiento". En dicha placa se encontraba el tema "Bombón", compuesto por el productor santafesino Juan Baena. La canción tuvo amplia difusión en las radios de música tropical de todo el país y más de 500 mil descargas de ringtones para celulares. La misma logró insertarse en todas las clases sociales, y una consolidación a nivel nacional. Gracias a dicha canción, les valió presentaciones en programas nacionales como Almorzando con Mirtha Legrand, Susana Giménez, Showmatch y Pasión de Sábado, y una larga gira en discotecas, shows privados, eventos  y fiestas a la clase media, y alta de todo el país, durante los años 2005 y 2006, opacando a la placa posterior Te Va A Gustar, que fue promocionada a la par de la anterior, logrando salir del ámbito bailantero. Así como un show en Luna Park a finales  del 2006, que consistió en la grabación de un CD+DVD, de dicho show. En el álbum "Un Sentimiento" se destacan también, "Dame Un Beso" de la autoría de Baena, "La Bestia Pop" cover de Patricio Rey y sus Redonditos de Ricota, y Tormenta De Verano cover de Los Iracundos, adaptadas al ritmo de cumbia. En Te Va A Gustar fueron escogidos como sencillos, el tema homónimo de la autoría de Baena, y Doble Vida cover de Koli Arce. 
En el año 2008 graban el álbum, Sin Fronteras, del cual se desprende los temas "Perra" y "La Bomba" de la autoría de Fernando Flick, el primero se encuentra vigente hasta el día de hoy.

### Década de 2010: Álbumes y premios con shows multitudinarios
Debido a principios de la década del 10, su popularidad en Buenos Aires tuvo un declive al igual que otros grupos de cumbia tradicional, debido al auge de la Cumbia Turra, y la Cumbia Pop que ocuparon hasta finalizar la década el lugar central de las fiestas, y discotecas de la provincia.
En 2017, grabaron un disco recopilatorio con la Orquesta Sinfónica de Santa Fe, que incluye veinte de sus canciones más conocidas.
En enero de 2019, Jorge Omar Grenón, guitarrista y tecladista de la banda, decidió alejarse de la banda por una enfermedad. Tras su fallecimiento, en junio de 2019, su lugar fue ocupado por Exequiel Enrique. El 23 de agosto de ese mismo año, los Palmeras lanzaron un disco llamado Sean eternos los palmeras, del cual participaron artistas tales como Andrés Calamaro, Soledad, Axel, Coti Sorokin, la Mona Jiménez, La Mosca y Marcela Morelo.
Ese mismo año, el 9 de noviembre, se presentan en la ceremonia de apertura de la Final de la Copa Sudamericana 2019, en la cual Colón de Santa Fe era uno de los equipos finalistas, con la canción «Soy sabalero», una adaptación de su tema «Soy Parrandero». Esta actuación los hizo conocidos en toda América del Sur. Al final, Colón no pudo quedarse con la victoria y el título de campeón, el cual fue para Independiente del Valle de Ecuador.

### Década de 2020: Permanencia y legado en la cultura
Previo al Confinamiento por la pandemia de COVID-19 Los Palmeras y los secuaces de los uchijas se encontraban realizando giras en diversas ciudades del país, compartiendo escenario con artistas como El Chaqueño Palavecino, Yas Gagliardi,Lapeband de Sergio Lapegüe, entre otros. Durante la grabación de un especial musical en conmemoración al aniversario del partido de la final de la Copa Sudamericana, todos los miembros de la agrupación se contagiaron con el COVID-19. Luego de superar la enfermedad, retomaron las presentaciones en vivo brindando recitales principalmente en teatros o vía streaming.
A comienzos de 2021, el lanzamiento de la canción "Macho lindo" generó polémica al tratarse de un homenaje al fallecido boxeador Carlos Monzón, acusado de femicidio. Marcos Camino se refirió a este hecho: "Ninguno va a pensar que estamos haciendo un homenaje a alguien que mató; es la gente la que quiere escuchar el tema. Hay comentarios de mujeres que están molestas y también hay gente que lo agradece. La canción homenajea al deportista que fue campeón".
Actualidad
En enero de 2025 Rubén Deicas sufre un segundo ACV, por lo cual debe recuperarse para volver al grupo pero en junio de ese año, Marcos Camino decide disolver la sociedad por motivos qué aún se están tratando de esclarecer. Cada uno de ellos son poseedor del 50% de la marca comercial "Los Palmeras" 
A pesar de ese conflicto qué tiene en vilo a sus seguidores, el grupo sigue trabajando normalmente con la voz de Pablo Lopez, reconocido vocalista de Grupo Cali y miembro de Los Palmeras desde 2021.
Actualmente grabaron un sencillo  "Cuando estoy junto a tí" con la colaboración de Natali Perez, el cual ha generado muchas reacciones por el abandono del grupo hacia su cantante de muchos años.

## Estilo
Los Palmeras son representantes de la cumbia santafesina, variante de cumbia originaria de la provincia de Santa Fe. Comenzaron haciendo versiones del grupo de cumbia colombiana el Cuarteto Imperial. Uno de sus mayores éxitos Cumbia Sobre El Mar lanzado en 1998, es un cover de dicha agrupación, considerándose, por muchos, mejor que la versión original. Se caracterizan tanto por tener canciones propias, en su mayoría compuestas por los productores santafesinos Juan Baena y Fernando Flick, entre otros productores de la industria discográfica. Pero la mayor parte de su repertorio sobre todo los  consiste en covers de artistas colombianos y mexicanos que masivamente son desconocidos en la Argentina, así también como de baladas y boleros de los años 60 y 70 adaptandolos al ritmo de cumbia.

## Discografía

### Álbumes de estudio
| Año  | Disco                       | Sello discográfico |
| ---- | --------------------------- | ------------------ |
| 1976 | Volumen 1                   | MRG                |
| 1977 | Te regalaré mi vida         | MRG                |
| 1978 | Morenita cumbiambera        | MRG                |
| 1978 | Basta de orgullo            | MRG                |
| 1979 | Nadie quede sin bailar      | MRG                |
| 1980 | Saboreando cumbias          | MRG                |
| 1982 | Alegría con Los Palmeras    | Microfon           |
| 1982 | A bailar chamamerengues     | Microfon           |
| 1983 | Cumbia y luna               | Microfon           |
| 1984 | Quiero un pueblo que baile  | Microfon           |
| 1985 | Fiesta en la selva          | Microfon           |
| 1986 | Por siempre                 | Microfon           |
| 1986 | Corazón no me preguntes     | Microfon           |
| 1987 | Cálida expresión            | Microfon           |
| 1988 | Loquito por ti              | Microfon           |
| 1989 | Sus amigos                  | CBS                |
| 1990 | Rumor de cumbia             | CHM                |
| 1990 | Chiquita pero buena         | CBS                |
| 1991 | Boquita azucarada           | Sony Music         |
| 1992 | 20 Años                     | Sony Music         |
| 1992 | 20 Años vol. 2              | Sony Music         |
| 1993 | Ayer, hoy y siempre         | BMG                |
| 1994 | Todo el mundo necesita amor | BMG                |
| 1995 | Fiesta descontrolada        | BMG                |
| 1995 | Menéala                     | BMG                |
| 1996 | El rey de la parranda       | BMG                |
| 1997 | Un toque diferente          | Leader             |

| Año  | Disco                     | Sello discográfico |
| ---- | ------------------------- | ------------------ |
| 1998 | El sonido original        | Leader             |
| 1999 | Voló la paloma            | Leader             |
| 2000 | Irremplazables            | Leader             |
| 2001 | Cuando el amor se daña    | Leader             |
| 2002 | 30 Años                   | Leader             |
| 2003 | Así es la vida            | SFR                |
| 2004 | Un sentimiento            | SFR                |
| 2005 | Te va a gustar            | SFR                |
| 2007 | Un clásico                | SFR                |
| 2009 | Sin fronteras             | SFR                |
| 2010 | Una nueva vida            | Garra              |
| 2012 | 40 años                   | SFR                |
| 2014 | Simplemente               | SFR                |
| 2016 | Tiempo de bailar          | Leader             |
| 2019 | Sean eternos Los Palmeras | Leader             |
| 2022 | La ruta del oro           | Leader             |

| Año  | Disco                                           | Sello discográfico |
| ---- | ----------------------------------------------- | ------------------ |
| 2006 | 30 Años en vivo                                 | Leader             |
| 2006 | La fiesta en vivo                               | SFR                |
| 2006 | El bombón asesino                               | SFR                |
| 2017 | Junto a la Filarmónica Santa Fe y coro - CD+DVD | Leader             |

| Año  | Disco                       | Sello discográfico |
| ---- | --------------------------- | ------------------ |
| 1988 | Canta Yuli (1977)           | CHM                |
| 1988 | Morenita cumbiambera (1978) | CHM                |
| 1992 | Chamamé merengue (1982)     | CHM                |

| Año  | Disco                                                                                        | Sello discográfico |
| ---- | -------------------------------------------------------------------------------------------- | ------------------ |
| 1999 | Por siempre (1986)                                                                           | SFR                |
| 2002 | A bailar chamamerengues (1982)                                                               | CHM                |
| 2002 | Discografía completa vol. 1: Ayer, hoy y siempre (1993) / Todo el mundo necesita amor (1994) | Sony Music         |
| 2002 | Discografía completa vol. 2: Menéala (1995) / El rey de la parranda (1996)                   | Sony Music         |
| 2002 | Fiesta en la selva (1986) / Loquito por ti (1988)                                            | SFR                |
| 2002 | Calida expresión (1987) / Cumbia y luna (1983)                                               | SFR                |
| 2003 | Rumor de cumbia (1990)                                                                       | CHM                |
| 2004 | Dos álbumes en un CD: Voló la paloma (1999) / Un toque diferente (1997)                      | Leader             |
| 2005 | Dos X Uno: Los Palmeras (1976) / Alegría con Los Palmeras (1982)                             | CHM                |
| 2005 | Dos álbumes en un CD: Irreemplazables (2000) / Cuando el amor se daña (2001)                 | Leader             |
| 2012 | La fiesta en vivo (edición especial) (2006)                                                  | SFR - ATE          |

| - Los preferidos del ritmo caliente junto a Yuli y los Girasoles y Los del Bohío (1979, MRG) 1. Rumor de cumbia (Marcos M. Camino) 2. Dime diosa del amor (Gallo - Mansilla) 3. Hoy escribo para ti (Gallo - Mansilla) 4. Allá en Cartagena (Amri Miralles) - Tropibaile santafesino junto a Los del Bohio, Los Lirios, Grupo Alegría, La Pandilla 4-20 y Los del Málaga (1994, Magenta) 1. Mujer que mal me pagas (Luis Alba) 2. Azulito y bonito (Remberto Martínez) - Guerra de acordeones junto a Santamarta, Montecristo, Onda Sabanera y Huepa (1999, Leader) 1. Diez años, tu y yo (J. E. Luquez,P. Molinas, M. Sosa) 2. Sólo vivo para ti (J. E. Luquez, P. Molinas) - Fe tropical (2000, Leader) 1. Padre nuestro (Música: Tony Gariglio, Andy Mingiani - Textos: Alejandro Mayol) - Boom tropical 2002 (2002, Leader) 1. La ley del embudo (Hernán Marín) - Expreso tropical: Parada 1 (2014, Leader) 1. La canoa ranchá (Jairo Varela) | - Los grandes éxitos (1984, Microfón) - La historia vol. 1 (1992, CHM) - La historia vol. 2 (1992, CHM) - Grandes éxitos (1997, RCA) - La historia I (2000, Leader) - La historia II (2000, Leader) - Grandes éxitos (2004, Sony Music) - Primeros 20 grandes éxitos (2004, CHM) - Mujer que mal me pagas - álbum compartido con Los Quijotes (2006, Magenta) - 20 Grandes éxitos (2007, Leader) - Grandes éxitos vol. 1 (2009, Leader) - Grandes éxitos vol. 2 (2009, Leader) - Los elegidos (2009, Sony Music) - Éxitos for export (2011, SFR) - Las 100 grandes canciones - 5 CDs (2016, Leader) - Los más grandes éxitos (2016, Leader) - Grandes éxitos - LP (2017, Leader) - Vamos a volver (2018) - Asesina, con Andrés Calamaro (2019) - El embrujo, con Coti (2019) | - La suavecita, con Soledad (2019) - Qué quiere la Chola, con La Mosca (2019) - Soy sabalero (2019) - Soy sabalero, versión cancha (2019) - Los amigos que yo tengo (2020) - Búscate un hombre que te quiera, con Lila Downs (2020) - Clásicos infantiles con Los Palmeras (2021) - Ojos azules, con Valeria Lynch y Mariano Martínez (2021) - La hinchada del negro (2021) - Camina (Suave y elegante), con Abel Pintos (2021) - Noche de cumbia (EP), con La Delio Valdez (2021) - Granizo (2022) - Por primera vez, con Jorge Rojas (2022) - Macumbia, con Neo Pistea (2022) - En mi Santa Fe (2022) - Pa' que tenga swing (2022) - Killer bombón, de Lit Killah (2022) - Mi medicina, con Carlos Baute (2022) - Ámame, con Cristian Castro (2022) - Llorar, llorar, llorar, de Los Bybys (2022) - Psicótico por la albiceleste, con Elías (2022) - Tu marca, de Soledad (2023) |

## Premios
- 1999 y 2000: Premio «Clave del Sol» como Mejor Grupo del Interior del País
- 2008: Premio Gardel a Álbum Grupo Tropical[1]
- 2015: Premio Konex de Platino - Tropical/Cuarteto[2]
- 2017: Premio Gardel a Álbum Grupo Tropical[3]

## Cronología

### Exmiembros
- Jorge Omar Grenon (guitarra y teclado)
- Carlos Tito Martínez (timbales y percusión)
- Juan Sancuns (tumbadoras)
- Walter Enrique (tumbadoras)
- Jorge Maldonado (tumbadoras)
- Carlos Gonzales (bajo y coros)
- Ricardo Stec (tumbadoras)
- José María Roa (timbales)
- Osvaldo Zabala (acordeón)
- Raúl Alberto Gómez (bajo y coros)
- Gilberto Donnet (timbales / bongó)
- Carlos Zalazar (tumbadoras)
- Czeslaw Popowicz (voz y güiro)
- Maximiliano Frutos (bajo y coros)
- Jorge Acosta (voz)
- José Ayala (timbales)
- Adolfo "Chanchina" Pérez (bajo)

### Músicos recurrentes
- Ariel Signes (güiro y animación - 2002-2006)
- José Luis Roca (locución - DVD "El bombón asesino", 2006)
- Marcelo "Cheito" Acosta (güiro - DVD "El bombón asesino", 2006)
- Sergio "Panchito" López (cantante - 2007)
- Daniel "Mono" Chayle (güiro y coros - 2011-2012)
- Diego Acosta (güiro y coros - 2012-2013)
- Héctor "Gallina" Gómez (acordeón - 2015)
- Mauricio Merlo (güiro - DVD "Junto a filarmonica Santa Fe y coro", 2017)